# フォリント
フォリント (forint [ˈforint]) は、ハンガリーの通貨単位。通貨記号はFt、ISO 4217の通貨コードはHUF。forint は語頭も小文字で表記する。補助単位はフィレールであり、1フォリント=100フィレールである。

## 概要
1945年から1946年にかけて、旧通貨であるペンゲー (pengő [ˈpeŋɡøː]) がハイパーインフレーションを起こした後、1946年8月1日から採用された。ハンガリーにおける略号はフォリントが Ft、フィレールが f。例えば、12フォリント34フィレールは 12 forint 34 fillér、12 Ft 34 f、12,34 Ft のように表記する。ただし、フィレールは1999年以降流通していない。現在は、株価・為替レートや単価などの、1フォリント未満の端数を表す目的にのみ使われる。また1フォリント・2フォリントの小額硬貨も2008年に流通停止となり、2013年に交換も停止され失効し、これにより現金の最小単位は5フォリントとなった。
ハンガリーはユーロ導入を目指しているが、大幅な財政赤字が削減できず2010年までという当初の目標は達成できなかった。
2024年8月23日時点で、1フォリント=約0.40円。

## 硬貨
現在、5, 10, 20, 50, 100, 200フォリント硬貨が発行されている。5フォリントと20フォリントは黄銅製、10フォリントと50フォリントは白銅製、100フォリントと200フォリントはバイメタル貨（100フォリントは外側銀色・内側金色、200フォリントはその逆）となっている。また、2フォリント以下の小額硬貨のみならず、黄銅のみから成る100フォリント硬貨や200フォリント銀貨といった旧硬貨も現在では既に失効となっている。

## 紙幣
| 紙幣一覧 | 紙幣一覧 | 紙幣一覧         | 紙幣一覧     | 紙幣一覧                       | 紙幣一覧                               |
| 画像     | 画像     | 額面             | 主な配色     | デザイン                       | デザイン                               |
| 表       | 裏       | 額面             | 主な配色     | 表                             | 裏                                     |
| -------- | -------- | ---------------- | ------------ | ------------------------------ | -------------------------------------- |
|          |          | 500フォリント    | 赤           | ラーコーツィ・フェレンツ2世    | シャーロシュパタク城                   |
|          |          | 1,000フォリント  | 青           | マーチャーシュ1世              | ヴィシェグラード城のヘラクレスの泉     |
|          |          | 2,000フォリント  | ブラウン     | ベトレン・ガーボル             | 絵画「ベトレン・ガーボルと科学者たち」 |
|          |          | 5,000フォリント  | 黄           | セーチェーニ・イシュトヴァーン | ナジツェンクのセーチェーニ家邸宅       |
|          |          | 10,000フォリント | 紫           | イシュトヴァーン1世            | エステルゴムの風景                     |
|          |          | 20,000フォリント | 緑、オレンジ | デアーク・フェレンツ           | 旧国会議事堂                           |